# Światło dla Europy
Światło dla Europy (ang. Eurovision: Europe Shine a Light) – koncert na żywo, który odbył się 16 maja 2020. Zastąpił Konkurs Piosenki Eurowizji 2020, który miał się odbyć w hali Ahoy w Rotterdamie, jednak został odwołany z powodu pandemii COVID-19. Koncert transmitowany był ze studia telewizyjnego w Media Park w Hilversum i trwał około dwie godziny. Wydarzenie prowadzili Chantal Janzen, Edsilia Rombley i Jan Smit, którzy mieli prowadzić 65. Konkurs Piosenki Eurowizji. Za płynny przebieg transmisji internetowej odpowiadała Nikkie de Jager, makijażystka znana także pod pseudonimem NikkieTutorials.

## Historia
18 marca 2020 ogłoszono, że Konkurs Piosenki Eurowizji 2020 nie może odbyć się w terminie z powodu pandemii koronawirusa, a sytuacja jest tak nieprzewidywalna, iż konkurs nie może się odbyć w tym roku. Jest to pierwszy rok od 1956, w którym nie odbył się Konkurs Piosenki Eurowizji, oraz pierwszy rok, w którym konkurs musiał zostać odwołany. Następnego dnia ogłoszono, że w dniu finału Konkursu Piosenki Eurowizji 2020 (16 maja) o godzinie 21:00 zostanie wyemitowany koncert Eurovision: Europe Shine A Light (pol. Światło Dla Europy).

## Format

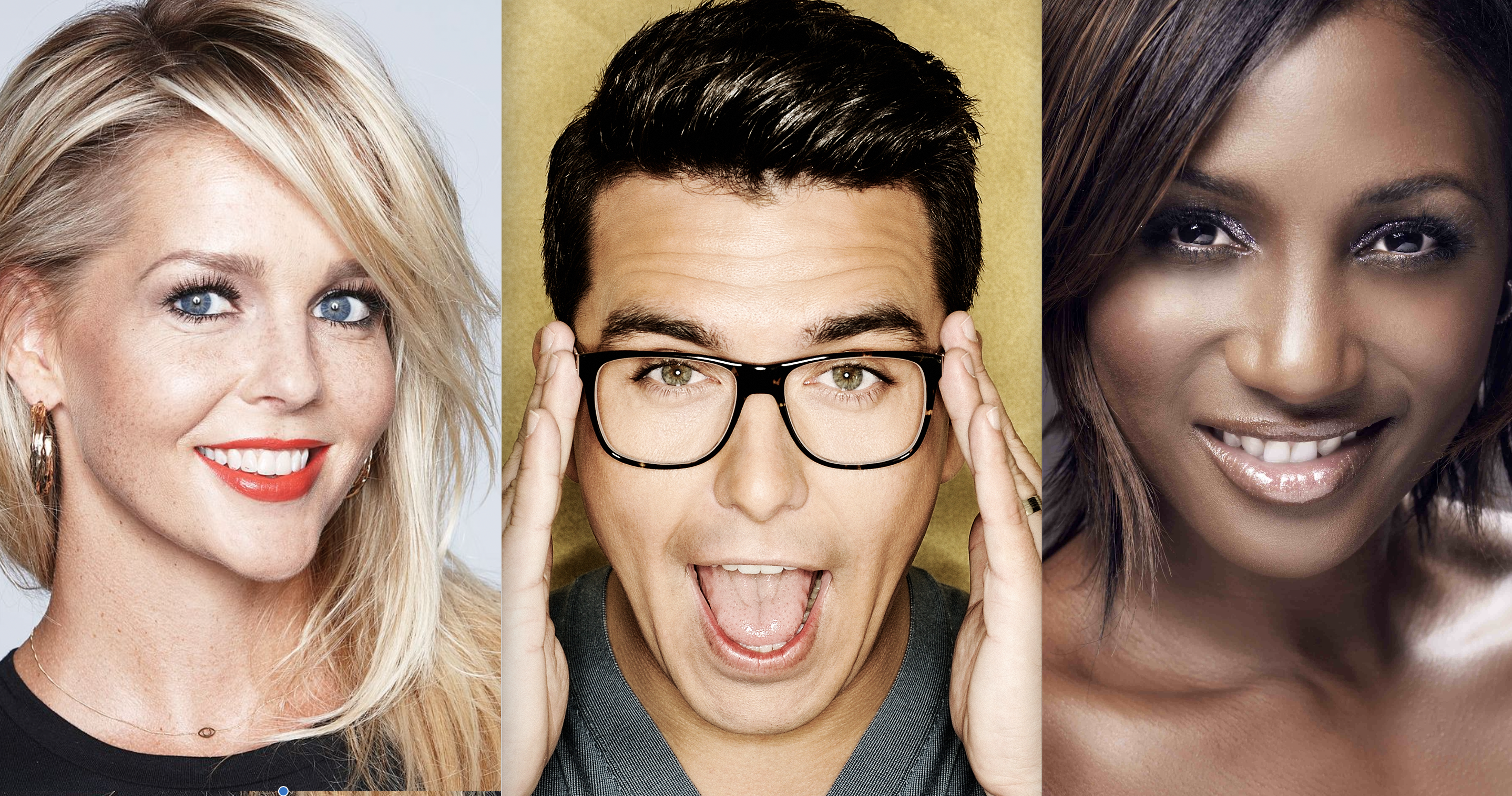
Prezenterzy Światła Dla Europy, niedoszli prezenterzy Konkursu Piosenki Eurowizji w 2020 – Edsilia Rombley, Chantal Janzen i Jan Smit

Podczas programu każdy z 41 utworów wybranych do udziału w Konkursie Piosenki Eurowizji 2020 został uhonorowany w niekonkurencyjnym formacie. Uczestnicy z przeszłości (np. Eleni Foureira, zdobywczyni drugiego miejsca dla Cypru w 2018) również zostali zaproszeni do wystąpienia w koncercie. Prawie wszyscy tegoroczni artyści (oprócz zespołu Hooverphonic z Belgii) wspólnie wykonali utwór „Love Shine a Light” zespołu Katrina and the Waves. Oprócz tego zostały również pokazane klipy fanów Eurowizji śpiewających utwór „What’s Another Year” Johnny’ego Logana, który wygrał Konkurs Piosenki Eurowizji 1980 w Hadze.

### Lokalizacja
1 kwietnia 2020 miasto Hilversum zostało potwierdzone jako gospodarz, a Studio 21 w Media Park zostało potwierdzone jako miejsce pokazu. To drugi raz, w którym Hilversum organizuje wydarzenie Eurowizyjne, wcześniej organizując Konkurs Piosenki Eurowizji 1958.

## Transmisja

Kraje, które nie uczestniczyły w konkursie w 2020 i nie emitowały koncertu
Kraje, które nie miały uczestniczyć w konkursie, lecz transmitowały koncert
Kraje, które miały brać udział w konkursie i transmitowały koncert

Kraje, które nie uczestniczyły w konkursie w 2020 i nie emitowały koncertu
     Kraje, które nie miały uczestniczyć w konkursie, lecz transmitowały koncert
     Kraje, które miały brać udział w konkursie i transmitowały koncert

### Prezentacja piosenek
W programie zaprezentowano również artystów i piosenki, które rywalizowałyby w Konkursie Piosenki Eurowizji 2020, pokazując krótkie fragmenty teledysków piosenek lub występów scenicznych, wraz z wiadomościami wideo od samych artystów.
| Lp.              | Kraj               | Wykonawca          | Utwór                         | Język                |
| Pierwszy segment | Pierwszy segment   | Pierwszy segment   | Pierwszy segment              | Pierwszy segment     |
| ---------------- | ------------------ | ------------------ | ----------------------------- | -------------------- |
| 1                | Izrael             | Eden Alene         | „Feker Libi” (ፍቅር ልቤ)         | angielski, amharski  |
| 2                | Norwegia           | Ulrikke            | „Attention”                   | angielski            |
| 3                | Rosja              | Little Big         | „Uno"                         | angielski            |
| 4                | Gruzja             | Tornike Kipiani    | „Take Me As I Am”             | angielski            |
| 5                | Francja            | Tom Leeb           | „Mon alliée (The Best in Me)” | francuski, angielski |
| 6                | Azerbejdżan        | Efendi             | „Cleopatra”                   | angielski            |
| 7                | Portugalia         | Elisa              | „Medo de sentir”              | portugalski          |
| 8                | Litwa              | The Roop           | „On Fire”                     | angielski            |
| 9                | Szwecja            | The Mamas          | „Move”                        | angielski            |
| Drugi segment    |                    |                    |                               |                      |
| 10               | Łotwa              | Samanta Tīna       | „Still Breathing”             | angielski            |
| 11               | Belgia             | Hooverphonic       | „Release Me”                  | angielski            |
| 12               | Wielka Brytania    | James Newman       | „My Last Breath”              | angielski            |
| 13               | Białoruś           | VAL                | „Da widna” (Да вiдна)         | białoruski           |
| 14               | Finlandia          | Aksel              | „Looking Back”                | angielski            |
| 15               | Macedonia Północna | Wasil              | „You”                         | angielski            |
| 16               | Szwajcaria         | Gjon’s Tears       | „Répondez-moi”                | francuski            |
| 17               | Serbia             | Hurricane          | „Hasta la vista”              | serbski              |
| Trzeci segment   |                    |                    |                               |                      |
| 18               | Hiszpania          | Blas Cantó         | „Universo”                    | hiszpański           |
| 19               | Albania            | Arilena Ara        | „Fall From The Sky”           | angielski            |
| 20               | Irlandia           | Lesley Roy         | „Story of My Life”            | angielski            |
| 21               | Słowenia           | Ana Soklič         | „Voda”                        | słoweński            |
| 22               | Austria            | Vincent Bueno      | „Alive”                       | angielski            |
| 23               | Bułgaria           | Victoria           | „Tears Getting Sober”         | angielski            |
| 24               | San Marino         | Senhit             | „Freaky!"                     | angielski            |
| 25               | Islandia           | Daði i Gagnamagnið | „Think About Things”          | angielski            |
| Czwarty segment  |                    |                    |                               |                      |
| 26               | Grecja             | Stefania           | „Supergirl”                   | angielski            |
| 27               | Czechy             | Benny Cristo       | „Kemama”                      | angielski            |
| 28               | Polska             | Alicja Szemplińska | „Empires”                     | angielski            |
| 29               | Mołdawia           | Natalia Gordienko  | „Prison”                      | angielski            |
| 30               | Cypr               | Sandro             | „Running”                     | angielski            |
| 31               | Rumunia            | Roxen              | „Alcohol You”                 | angielski            |
| 32               | Chorwacja          | Damir Kedžo        | „Divlji vjetre”               | chorwacki            |
| 33               | Niemcy             | Ben Dolic          | „Violent Thing”               | angielski            |
| Piąty segment    |                    |                    |                               |                      |
| 34               | Malta              | Destiny            | „All Of My Love”              | angielski            |
| 35               | Estonia            | Uku Suviste        | „What Love Is”                | angielski            |
| 36               | Australia          | Montaigne          | „Don’t Break Me”              | angielski            |
| 37               | Ukraina            | Go A               | „Sołowej” (Соловей)           | ukraiński            |
| 38               | Dania              | Ben & Tan          | „Yes”                         | angielski            |
| 39               | Włochy             | Diodato            | „Fai rumore”                  | włoski               |
| 40               | Armenia            | Athena Manoukian   | „Chains on You”               | angielski            |
| 41               | Holandia           | Jeangu Macrooy     | „Grow”                        | angielski            |

### Występy gościnne
W programie znalazły się występy gościnne następujących artystów Eurowizji. —
| Lp. | Kraj            | Wykonawca                        | Utwór                 | Język                              | Rok          | Lokalizacja nagrania |
| --- | --------------- | -------------------------------- | --------------------- | ---------------------------------- | ------------ | -------------------- |
| 1   | Irlandia        | Johnny Logan                     | „Hold Me Now”         | angielski                          | 1987         | różne                |
| 2   | Szwecja         | Måns Zelmerlöw                   | „Heroes”              | angielski                          | 2015         | Londyn               |
| 3   | Izrael          | Gali Atari                       | „Hallelujah”          | hebrajski, niderlandzki, angielski | 1979         | różne                |
| 4   | Włochy          | Diodato                          | „Fai rumore”          | włoski                             | 2020         | Mediolan             |
| 5   | Serbia          | Marija Šerifović                 | „Molitva”             | serbski                            | 2007         | Belgrad              |
| 6   | Holandia        | Rotterdams Philharmonisch Orkest | „Love Shine a Light”  | instrumental                       | 1997         | różne                |
| 7   | Niemcy          | Michael Schulte, Ilse DeLange    | „Ein bißchen Frieden” | niemiecki                          | 1982         | Haga                 |
| 8   | Izrael          | Netta                            | „Cuckoo”              | angielski                          | brak udziału | Tel Awiw             |
| 9   | Holandia        | Duncan Laurence                  | „Someone Else”        | angielski                          | brak udziału | Hilversum            |
| 10  | Wielka Brytania | Katrina and the Waves            | „Love Shine a Light”  | angielski                          | 1997         | różne                |

### Wystąpienia
- Polska – Viki Gabor (zwyciężczyni Konkursu Piosenki Eurowizji dla Dzieci 2019)[97][98]
- Norwegia – Alexander Rybak (zwycięzca konkursu w 2009, reprezentant kraju w 2018)
- Holandia – Lenny Kuhr (jedna z czterech laureatek konkursu w 1969)
- Francja/ Luksemburg – Anne-Marie David (reprezentantka Francji w 1979, zwyciężczyni konkursu w 1973)
- Belgia – Sandra Kim (zwyciężczyni konkursu w 1986)
- Irlandia – Niamh Kavanagh (zwyciężczyni konkursu w 1993, reprezentantka kraju w konkursie w 2010)
- Holandia – Getty Kaspers (zwyciężczyni w 1975 wraz z zespołem Teach-In)
- Szwecja – Björn Ulvaeus (zwycięzca w 1974 wraz z zespołem ABBA)
- Wielka Brytania – Graham Norton (brytyjski komentator konkursu)